# Margaret Raspé
Pour les articles homonymes, voir Raspe.
Margaret Raspé, née Ranke, le 14 juin 1933 à Breslau ville de l'actuelle Pologne alors située en Prusse, morte le 10 novembre 2023, est une performeuse, photographe et cinéaste allemande pionnière de l'art féministe depuis le début des années 1970. 

## Biographie
Margaret Ranke naît à Breslau, actuelle Wrocław. Elle commence ses études à Berlin en 1939 et obtint son abitur à Lindau en 1951. Après un apprentissage de tailleur et un examen de compagnon à Bonn de 1951 à 1954, elle étudia la peinture et la mode à l'Académie des beaux-arts de Munich de 1954 à 1957, puis à l'Académie des beaux-arts de Berlin, où elle étudie la mode auprès de Lemcke et la peinture auprès de Janisch. Elle épousa Gerhard Raspé en 1957, le couple a trois filles. De 1958 à 1970, elle travailla comme créatrice de mode.
Dès 1971 elle conçoit une « caméra-casque », composé d'une caméra super 8 fixée sur un casque de chantier. Ce dispositif, le premier du genre, lui permet de filmer ce qu'elle regarde. Elle réalise ainsi ses premiers films qui la montrent en train d'effectuer les tâches de son quotidien,. En 1979, ses hologrammes sont exposés à la Hayward Gallery, à Londres,.

## Expositions personnelles
- 1979 : Films as Films, Hayward Gallery, Londres[4].
- 2023 : Automatik, rétrospective au Haus am Waldsee (de), Berlin[2],[5]

#### Son décès
- (de) Ingeborg Ruthe, « Zum Tod von Margaret Raspé: Die „Frau-Maschine“ mit Kamerahelm », sur Berliner Zeitung, 22 novembre 2023 (consulté le 21 janvier 2025)

#### Rétrospective 2023
- (en) Mirthe Berentsen, « Every Day the Everyday | Spike Art Magazine », sur Spike, Spike n°75, printemps 2023 (consulté le 21 janvier 2025)
- (de) Ingeborg Ruthe, « Zum Tod von Margaret Raspé: Die „Frau-Maschine“ mit Kamerahelm », sur Berliner Zeitung, 22 novembre 2023 (consulté le 21 janvier 2025)
- (de) Ingeborg Ruthe, « Feministische Kunst: „Ich werd nie mehr so ein blödes Huhn sein!“ », sur Berliner Zeitung, 25 février 2023 (consulté le 21 janvier 2025)
- (de) Jens Hinrichsen, « Unbändige Experimentierlust: Entdeckung der Berliner Künstlerin Margaret Raspé », Der Tagesspiegel Online,‎ 4 février 2023 (ISSN 1865-2263, lire en ligne, consulté le 21 janvier 2025)
- (de) Helena Wurth, « Margaret Raspé im Haus am Waldsee », sur FAZ.NET, Frankfurter Allgemeine Zeitung, 24 février 2023 (consulté le 23 janvier 2025)
- (de) Sabine Weier, « Feministische Videokunst: „Nie mehr werde ich ein Huhn sein!“ », Die Tageszeitung: taz,‎ 7 février 2023 (ISSN 0931-9085, lire en ligne, consulté le 23 janvier 2025)
- (en-US) Camila McHugh, « Margaret RaspÉ », sur Artforum, 17 février 2023 (consulté le 23 janvier 2025)

#### Autres ouvrages
- (de) « Ein Gespräch zwischen Florida und Margaret Raspé », Magazine Florida, Munich, Lothringer13 Florida,‎ 2016, p. 1 à 167 (lire en ligne, consulté le 23 janvier 2025)